# Cheryl Toussaint
Cheryl Renee Toussaint-Eason, ameriška atletinja, * 16. december 1952, Brooklyn, New York, ZDA.
Nastopila je na olimpijskih igrah leta 1972 ter osvojila naslov olimpijske podprvakinje v štafeti 4×400 m, v teku na 800 m je izpadla v prvem krogu. V letih 1970 in 1971 je postala ameriška državna prvakinje v teku na 800 m.